# Vasilis Angelopoulos
Vasilis Angelopoulos (Atenas, 12 de fevereiro de 1997) é um futebolista profissional grego, que atua como meia, atualmente defende o Panathinaikos.